# ماراکونی امارال
ماراکونی امارال (انگلیسی: Marcone Amaral Costa؛ زادهٔ ۵ آوریل ۱۹۷۸) یک بازیکن فوتبال برزیلی تبار اهل قطر است.

## باشگاهی
از باشگاه‌هایی که در آن بازی کرده‌است می‌توان به الریان، الغرافه، العربی قطر، باشگاه ورزشی الشمال، الجیش قطر، باشگاه فوتبال ونتزیا، الشمال اشاره کرد.

## تیم ملی
وی همچنین در تیم‌های ملی فوتبال قطر المپیک قطر بازی کرده است.